# Hélène Thouy
Hélène Thouy es una abogada y política francesa nacida el 23 de diciembre de 1983 en Marsella. Cofundadora y copresidenta del Partido animalista desde 2016, condujo en las Elecciones al Parlamento Europeo de 2019 una lista que reunió 2,2 % de los votos expresados, tras lo cual anunció que es candidata a las Elecciones presidenciales de Francia de 2022.

## Biografía

### Principios militantes y carrera de abogada
Nacida en 1983, Hélène Thouy creció entre Agen y Burdeos. Tiene un despacho de abogados situado en Langon y registrado en el colegio de abogados de Burdeos.
Vegetariana desde la edad de 7 años, empezó a militar en favor de los derechos animales durante sus estudios. Es la fundadora de la asociación Animal, justicia y derecho, que tiene como objetivo la aplicación de un derecho animal en el derecho francés.
«Profundamente arraigada a los principios democráticos y al Rechtsstaat», según sus términos, rechaza la acción violenta o ilegal y desea hacer avanzar la causa animal por medios políticos y jurídicos.
Desde 2010 interviene en los juicios mediáticos que oponen asociaciones de defensa animal (es la abogada oficial de L214) a ganaderos, personal y jefes de mataderos o la Asociación nacional interprofesional del ganado y de las carnes, como el juicio contra el matadero de Le Vigan en el Gard en 2017, cuyos actos de maltrato y crueldad cometidos por los empleados han sido dados a conocer, o el juicio para llevar a cabo el Calais Vegan Festival.

### Carrera política
En 2016, Hélène Thouy participó en la fundación del Partido animalista, que copreside desde entonces y de la cual se ha vuelto la imagen mediática. En 2017, candidata de la segunda circunscripción de Gironda, Hélène Thouy reunió 0,96 % de los votos. El mismo año, fue líder de lista a las elecciones senatoriales en París, donde obtuvo 0,34 %.
En las Elecciones al Parlamento Europeo de 2019, Hélène Thouy condujo una lista del Partido animalista que colectó 2,16 % de los votos expresados a nivel nacional, casi igual que el Partido Comunista Francés (2,49 %), un resultado considerado importante por su partido.
En julio de 2021 anunció su candidatura para las elecciones presidenciales de 2022, considerando que «la cuestión animal no está suficientemente presente en el debate público mientras que las expectativas de los ciudadanos sobre ese tema son muy grandes». La asociación L214 le otorgó desde luego una nota de 20/20 por su programa en favor de la causa animal.

## Vida privada
En el 2021, tuvo un hijo.

## Resultados electorales

### Elecciones al parlamento europeo
| Año  | Partido | Posición                | Votos   | %    | Lugar | Escaños |
| ---- | ------- | ----------------------- | ------- | ---- | ----- | ------- |
| 2019 | PA      | Líder de lista nacional | 490 074 | 2,16 | 11.º  | 0/79    |

### Elecciones senatoriales
| Año  | Partido | Circunscripción | Posición       | Votos | %    | Lugar |
| ---- | ------- | --------------- | -------------- | ----- | ---- | ----- |
| 2017 | PA      | París           | Líder de lista | 10    | 0,34 | 11.º  |

### Elecciones legislativas
| Año  | Partido | Circunscripción   | Votos | %    | Lugar |
| ---- | ------- | ----------------- | ----- | ---- | ----- |
| 2017 | PA      | 2.ª de la Gironda | 319   | 0,96 | 11.º  |